# Nyilassy Judit
Nyilassy Judit (Vasvár, 1929. május 9. – Budapest, 2007. február 20.) Jászai Mari-díjas magyar rendező, színházigazgató, érdemes művész

## Életpályája
Tanulmányait az ELTE BTK muzeológia–néprajz szakán végezte 1947-1952 között. 1953-1958 között a Színház- és Filmművészeti Főiskola színházi rendező szakán tanult.
Közben 1952-1953 között a Budapesti Történeti Múzeum újkori osztályának segédmuzeológusa volt. 1958-1972 között a Miskolci Nemzeti Színházban dolgozott rendezőként. 1972-1977 között a Bartók, illetve Budapesti Gyermekszínház rendezője, 1977-1985 között igazgató-főrendezője, majd igazgatója volt. 1985-ben nyugdíjba vonult. 1990-től az Új Idő magán-színiiskola igazgatójaként dolgozott.

## Színházi rendezései
| - George Bernard Shaw: Szerelmi házasság - Pavel Kohout: Ilyen nagy szerelem - Molière: A fösvény - Tennessee Williams: A vágy villamosa - Darvas József (író): A térképen nem található - William Shakespeare: Othello - Friedrich Dürrenmatt: A nagy Romulus - Katona József: Bánk bán - Örkény István: Macskajáték - Jókai Mór–Faragó György–Kárpáthy Gyula: Az aranyember - Kiss Anna: Bolondmalom - Petőfi Sándor: A helység kalapácsa - Szécsi Magda: Cincinfrász kincsesládája - Urbán Gyula: Tündér Ilona - Romhányi József: Muzsikus Péter - Juhász István: Feri világgá megy - Batta György: Töklámpás - Albert Péter: Mesemalac - Hubay Miklós: Római karnevál - Móricz Zsigmond: Nem élhetek muzsikaszó nélkül - Fejér István: Bekötött szemmel - Gáspár Margit: Hamletnek nincs igaza - Tokaji György: Kérem a panaszkönyvet - Gádor Béla: Lyuk az életrajzon - Csiky Gergely: Mákvirágok - Mesterházi Lajos: A tizenegyedik parancsolat - Gosztonyi János: Dániel és a krokodilok - Alekszandr Galin: Vaklárma - Ursula Ehler–Tankred Dorst: Amálka - Molière: Scapin furfangjai - Friedrich Wilhelm Weiskern: Gábriel és Gábriella - Juhász István: Egy szívdobbanás fele | - Valentyin Katajev: Távolban egy fehér vitorla - Juhász István: Máz - Kovalik Márta–Hegyi Imre: Profán ballada - Kovalik Márta–Hegyi Imre: Patt - Sarkadi Imre: Vendégek - Jókai Mór–Földes Mihály: A kőszívű ember fiai - Jevgenyij Svarc: Hókirálynő - Alekszej Alekszin: Bátyám és a klarinét - Jules Verne–Csemer Géza: A tizenötéves kapitány - Gárdonyi Géza–Schwajda György: A láthatatlan ember - Novogrudszkij–Orlov: Brummogó és a Dinnye - Shakespeare: Macbeth - Gáspár Margit: Az állam én vagyok - Eugene O'Neil: Amerikai Elektra - Darvas József: Hajnali tűz - Federico García Lorca: Bernarda Alba háza - Saul O'Hara: Campbell felügyelő utolsó esete - Michael André: Lulu - Makszim Gorkij: Éjjeli menedékhely - Darvas József: Pitypang - Leo Fall: Sztambul rózsája - Gabriela Zapolszka: Dulszka asszony erkölcse - Egon Erwin Kisch: Az ellopott város - Csizmarek Mátyás–Semsei Jenő–Nádassi László–Csanak Béla: Érdekházasság - Mikszáth Kálmán–Innocent Vincze Ernő: Havasi szerelem (Farkas a havason) - Alekszandr Afinogenov: Kisunokám - Lehár Ferenc: Luxemburg grófja - Nicola Manzari: Ó, mai gyerekek! - Franz Schönthan–Paul Schönthan: A szabin nők elrablása |

## Filmjei
- Bolondmalom (1986)

## Külső hivatkozások
- Életrajza Vasvár honlapján
- Magyar Televízió
- Színházi Adattár Archiválva 2016. december 3-i dátummal a Wayback Machine-ben
- Nyilassy Judit a PORT.hu-n (magyarul)